# Bataille de la crête Lababia
Seconde Guerre mondiale, 
Guerre du Pacifique
Batailles
- Mubo
- Bobdubi
- Crête Lababia
- Baie de Nassau
- Crête Roosevelt
- Mont Tambu
- Lae
- Nadzab

La bataille de la crête Lababia s'est déroulée du 20 au 23 juin 1943 dans le territoire de la Nouvelle-Guinée pendant la Seconde Guerre mondiale. 

## Histoire
Faisant partie de la campagne Salamaua-Lae, la bataille a impliqué des troupes australiennes et japonaises qui se sont affrontées sur la crête, à environ 20 km au sud de Salamaua, près de Mubo, sur plusieurs jours. La bataille fut menée en conjonction avec plusieurs autres actions dans la région alors que les Alliés tentaient de détourner l'attention des Japonais de Lae, où des débarquements maritimes sont lancés à la mi-septembre 1943, en conjonction avec des débarquements aériens autour de Nadzab. 
Les combats autour de la crête Lababia ont lieu en même temps que la bataille de Mubo, après le lancement d'une contre-attaque de deux bataillons d'infanterie japonaise sur une compagnie australienne épuisée. Les Australiens, appuyés par des chasseurs-bombardiers de la Royal Australian Air Force, réussissent à repousser les premières attaques japonaises avant d'être renforcés par une autre compagnie épuisée. Les combats se poursuivent pendant trois jours avant que les Japonais ne se retirent.